# Beyoncé
Beyoncé Giselle Knowles-Carter (* 4. září 1981 Houston, Texas), známá pod jménem Beyoncé (výslovnost [biːˈɑn.seɪ]), je americká zpěvačka, herečka, hudební producentka, textařka a módní návrhářka.
Narodila se a vyrůstala v Houstonu v Texasu. Během dětství se účastnila mnoha pěveckých a tanečních soutěží. Slavnou zpěvačkou se stala již v devadesátých letech jako vůdčí členka dívčí R&B skupiny Destiny's Child, která se stala jednou z nejúspěšnějších dívčích skupin na světě. Pro svůj herecký debut si roku 2002 vybrala film Austin Powers in Goldmember.
V roce 2003 vydala své první sólové album Dangerously in Love. Díky této desce, která se stala pátou nejprodávanější roku 2003, vyhrála prvních pět cen Grammy jako sólová zpěvačka. Díky hitům „Crazy in Love“ a „Baby Boy“ se umístila na vrcholu žebříčku Billboard Hot 100. Po ukončení spolupráce se skupinou Destiny's Child vydala v roce 2006 své druhé studiové album B'Day, a to v den svých narozenin. Album obsahuje hity jako „Déjà Vu“, „Irreplaceable“ nebo „Beautiful Liar“. Vedle úspěšné hudební kariéry pokračovala i v té filmové. Zahrála si ve filmech Růžový panter (2006) a Posedlá (2009). Za účinkování v adaptaci muzikálu Dreamgirls (2006) získala 2 nominace na cenách Zlatý glóbus.
Svatba s Jay-Z a filmová role Etty James ve filmu Cadillac Records (2008) ji inspirovaly k vydání třetí desky I Am… Sasha Fierce. Desku vydala v roce 2008 jako 2CD. První disk obsahuje převážně balady a druhý disk písně v rychlejším tempu. Beyoncé na desce představila své alter ego – Sashu Fierce. Deska získala šest cen Grammy mj. v kategorii Píseň roku za „Single Ladies (Put a Ring on It)“. V roce 2010 si zpěvačka udělala pracovní pauzu a čerpala inspiraci pro nové album. To vyšlo v roce 2011 a je pojmenované po nejoblíbenější číslici Beyoncé – 4. Na desce nalezneme hudební styly: funk ze sedmdesátých let, pop z osmdesátých let a soul z let devadesátých. Promo písní k této desce se stala „Run The World (Girls)“, která se zabývá feminismem. V roce 2013 vydala neohlášeně své eponymní album Beyoncé, které se od ostatních liší hudebním stylem a tématy. Je to také její první „vizuální album“. Ke každé písni totiž natočila také videoklip. Šestou studiovou desku vydala v roce 2016 a pojmenovala ji Lemonade. Zasloužila se o velký komerční úspěch. Pozitivní zpětnou vazbu dostala také od fanoušků a kritiků. V roce 2016 se stala nejlépe prodávanou deskou roku.
V rámci celé své kariéry prodala více než 100 miliónů hudebních nosičů, což ji řadí mezi nejprodávanější umělce všech dob.
Beyoncé vyhrála 35 cen Grammy a stala se tak nejvíce dekorovanou zpěvačkou historie, a to z celkového počtu 99 nominací. Je nejvíce oceňovanou umělkyní v historii MTV Video Music Awards s 24 cenami. Společnost Recording Industry Association of America ji ocenila jako nejvýznamnější umělkyní desetiletí v USA. V roce 2009 jí Billboard udělil cenu za nejlepší písně hrající v rádiu za poslední dekádu, cenu nejlepší umělkyně desetiletí a v roce 2011 jí udělil cenu Millennium Award. V roce 2014 se stala nejlépe placenou Afroameričankou a časopis Time ji, druhý rok po sobě, zařadil do seznamu 100 nejvlivnějších lidí.

## Dětství a počátky kariéry
Beyoncé se narodila v Houstonu v Texas jako dcera Mathewa Knowlese, manažera a producenta, a Tiny Knowlesové, kadeřnice a návrhářky. Jméno Beyoncé dostala na počest své matky, která se za svobodna jmenovala Beyincé. Její mladší sestra Solange Knowles je zpěvačka, modelka a herečka.
V Houstonu navštěvovala školu St. Mary's Montessori School, kde se účastnila tanečních hodin baletu a jazzu. Její pěvecký talent byl objeven právě na této škole, když taneční instruktor začal pobrukovat píseň a Beyoncé ji dozpívala. Když zjistil, že je v ní pěvecký talent, začal ji přihlašovat do soutěží. V sedmi letech se zúčastnila první pěvecké soutěže, kde zazpívala píseň „Imagine“ Johna Lennona. Tuto soutěž vyhrála a diváci jí věnovali ovace vestoje. Účast v soutěžích pokračovala, a tak Beyoncé zvítězila ve více než třiceti regionálních tanečních nebo pěveckých soutěžích. Tina Knowles přiznala, že její dcera byla jako dítě velice nesmělá, ale při vstupu na pódium nesmělost opadla a zatoužila být profesionální zpěvačkou. V roce 1990 navštěvovala hudební školu Parker Elementary School V Houstonu, kde byla členkou sboru. Více než dva roky vystupovala v kostele St. John’s United Methodist Church jako sólová i sborová členka.
V osmi letech, během jednoho z konkurzů, poznala LaTaviu Robersonovou. Obě, společně s kamarádkou Beyoncé Kelly Rowlandovou, založily skupinu Girl's Tyme. Počet členek se zvýšil na šest. Dívčí skupina se stala populární v celých Spojených státech amerických. Tento úspěch zaznamenal také hudební producent Arne Fragner a pozval skupinu Girl’s Tyme do svého studia v Kalifornii. Zde určil Beyoncé jako hlavní členku skupiny a přihlásil skupinu do, v té době nejpopulárnější soutěž pro mladé talenty, Star Search. Avšak v soutěži Girl’s Tyme neuspěly, protože, jak přiznala Beyoncé později, jejich píseň nebyla kvalitní.
V roce 1995 se Mathew Knowles se stal managerem skupiny jeho dcery. Mathew snížil počet členek ve skupině na čtyři. Skupina cvičila a vystupovala v kadeřnickém salóně Tiny. Později začala vystupovat jako předkapela jiných R&B umělců. Za úspěchem skupiny nestál jen Mathew, ale i Tina, která pro ně navrhovala a šila kostýmy. Po mnoha předzpíváních se nakonec skupina rozhodla podepsat kontrakt z vydavatelstvím Elektra Records. Dívky se přestěhovaly do Atlanty, aby mohly nahrát své první profesionální písně. Vydavatelství však s nimi kontrakt rozvázalo. Častější pracovní spory měly dopad na manželství rodičů Beyoncé. Mathew a Tina se, když bylo Beyoncé 14 let, odloučili.
Dne 5. října 1995 se skupiny ujal americký hudebník a producent Dwayne Wiggins, který pomohl dívkám začít natáčet první album s vydavatelstvím Sony Music.
V roce 1996 se Mathew a Tina vrátili k sobě a o rok později skupina podepsala kontrakt s vydavatelstvím Columbia Records.

## Destiny's Child
V roce 1993 si skupina změnila název na Destiny’s Child. Inspirací pro toto rozhodnutí se stala kniha Izajáš. Roku 1997 podepsala skupina kontrakt s vydavatelstvím Columbia Records. V ten stejný rok nahráli svou první píseň „Killing Time“, která se stala součástí soundtracku k filmu Muži v černém. V roce 1998 vydala skupina své první album, které pojmenovala Destiny’s Child. Na albu se nachází jejich první hit „No, No, No“. Deska přinesla Destiny’s Child slávu v celých Spojených státech amerických a byla oceněna třemi cenami Soul Train Music Awards. V roce 1999 jim ještě větší slávu přineslo vydání desky The Writing's on the Wall. Na albu se nachází jedny z nejúspěšnějších singlů „Say My Name”, „Bills, Bills, Bills“ a „Jumpin′ Jumpin′“. Píseň „Say My Name“ získala cenu Grammy za nejlepší R&B píseň duetu nebo skupiny. Desky The Writing’s on the Wall se prodalo více než 13 miliónech kusech a stala se přelomovým albem v tvorbě Destiny’s Child. Skupina za něj získala šest nominací na cenu Grammy, přičemž za dvě získala samotné ceny. V tomto roce nahrála Beyoncé s Marcem Nelsonem, zakládajícím členem kapely Boyz II Men, píseň „After All Is Said and Done“, která byla použita jako soundtrack k filmu Svatebčané.
LeToya Luckett a LaTavia Roberson nebyly spokojené s tím, jak Mathew řídí skupinu a nakonec je ve skupině nahradily Farrah Franklin a Michelle Williamsová. Obě původní členky začaly Beyoncé veřejně obviňovat, že za jejich vyhození ze skupiny může právě ona. Ve stejnou dobu opustil Beyoncé i její přítel. Kvůli těmto traumatickým zkušenostem se stáhla z veřejného života a propadla depresím. V těchto chvílích jí nejvíce pomohla její matka Tina. Skupinu po pěti měsících nakonec opustila i Farrah a zůstaly pouze Beyoncé, Kelly Rowland a Michelle Williamsová. Po konečném ustálení skupiny nahrálo trio píseň „Independent Women Part I“, která zazněla ve filmu Charlieho andílci. Píseň se stala nejpopulárnějším singlem v kariéře skupiny. Na vrcholu žebříčku Billboard Hot 100 byla jedenáct týdnů.

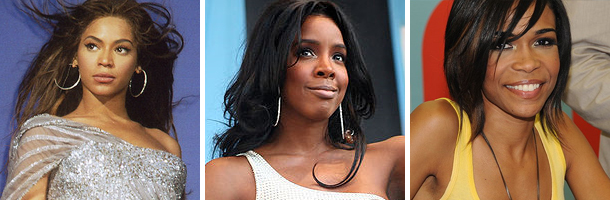
Destiny's Child

Třetí album skupiny, Survivor, bylo vydáno v roce 2001 a debutovalo na 1. místě žebříčku Billboard 200. Během prvního týdne se prodalo více než 663 tisíc desek. Celosvětově se jich prodalo přes 10 miliónů. Na vrcholu žebříčku Hot 100 se umístily singly „Survivor“ a „Bootylicious“ a píseň „Survivor“ získala cenu Grammy za nejlepší R&B píseň duetu nebo skupiny. Ve stejném roce získala Beyoncé cenu za nejlepší skladatelku roku. Stala se tak první Afroameričankou, které se to povedlo a teprve druhou ženou, která toto ocenění získala.
Po premiéře vánoční desky 8 Days of Christmas ohlásila skupina pauzu, protože všechny členky chtěly začít sólovou dráhu.
V listopadu 2004 vydala skupina své poslední album, které nazvaly Destiny Fulfilled.

## Sólová kariéra

### 2003–2005: Dangerously in Love
Prvním sólovým počinem Beyoncé bylo v říjnu roku 2002 hostování na úspěšné nahrávce rappera Jay-Z - „03 Bonnie & Clyde“, která se umístila na vrcholu žebříčku Billboard Hot 100. Po premiérách alb Kelly Rowland a Michelle Williamsové, vydala Beyoncé svoji první sólovou desku Dangerously in Love, která měla premiéru v červnu roku 2003. Album se ihned dostalo na vrchol žebříčku Billboard 200 a na první místo prodejnosti v USA. Jen za první týden se prodalo více než 317 tisíc kopií. Ve Spojených státech amerických získal za prodej 4x platinové ocenění. Alba se jen v USA prodalo přes 4 miliony kusů a celosvětově se prodalo více než 11 miliónů. První singl z desky, píseň „Crazy In Love“, na které se objevuje i Jay-Z, se stal úspěšným na celém světě. Dobyl snad všechny možné hitparády a jen v USA strávil na prvním místě neskutečných osm týdnů. Úspěch Beyoncé slavila také ve Velké Británii, protože na vrcholu hitparády byl její singl i album zároveň. Beyoncé se navíc stala teprve třetím umělcem, který dobyl hitparádu ve stejnou chvíli v Americe i ve Velké Británii. Druhý singl z desky „Baby Boy“ byl neméně úspěšný. Na nahrávce spolupracovala se zpěvákem Seanem Paulem a společnými silami překonali osmitýdenní vedení „Crazy in Love“ o jeden týden. Další úspěšné singly z desky byly „Me, Myself and I“ a „Naughty Girl“ Při udělovaní cen Grammy za rok 2004 si odnesla hned pět cen např. za nejlepší píseň R&B („Crazy in Love“), nejlepší vokální píseň R&B („Dangerously in Love 2“) nebo nejlepší album R&B („Dangerously in Love“). Za album získala mnoho dalších ocenění, včetně ceny BRIT Awards za nejlepšího mezinárodního umělce.
V listopadu roku 2003 odjela Beyoncé do Evropy na turné Dangerously in Love Tour. V březnu roku 2004 se přidala k Missy Elliott a Alicii Keys na turné Verizon Ladies First Tour po Severní Americe. V prosinci 2005 vydala píseň „Check on It“ společně s rapperem Slim Thugem. Píseň se objevila na soundtracku k filmu Růžový partner.

### 2004–2005: Destiny Fulfilled a ukončení Destiny’s Child

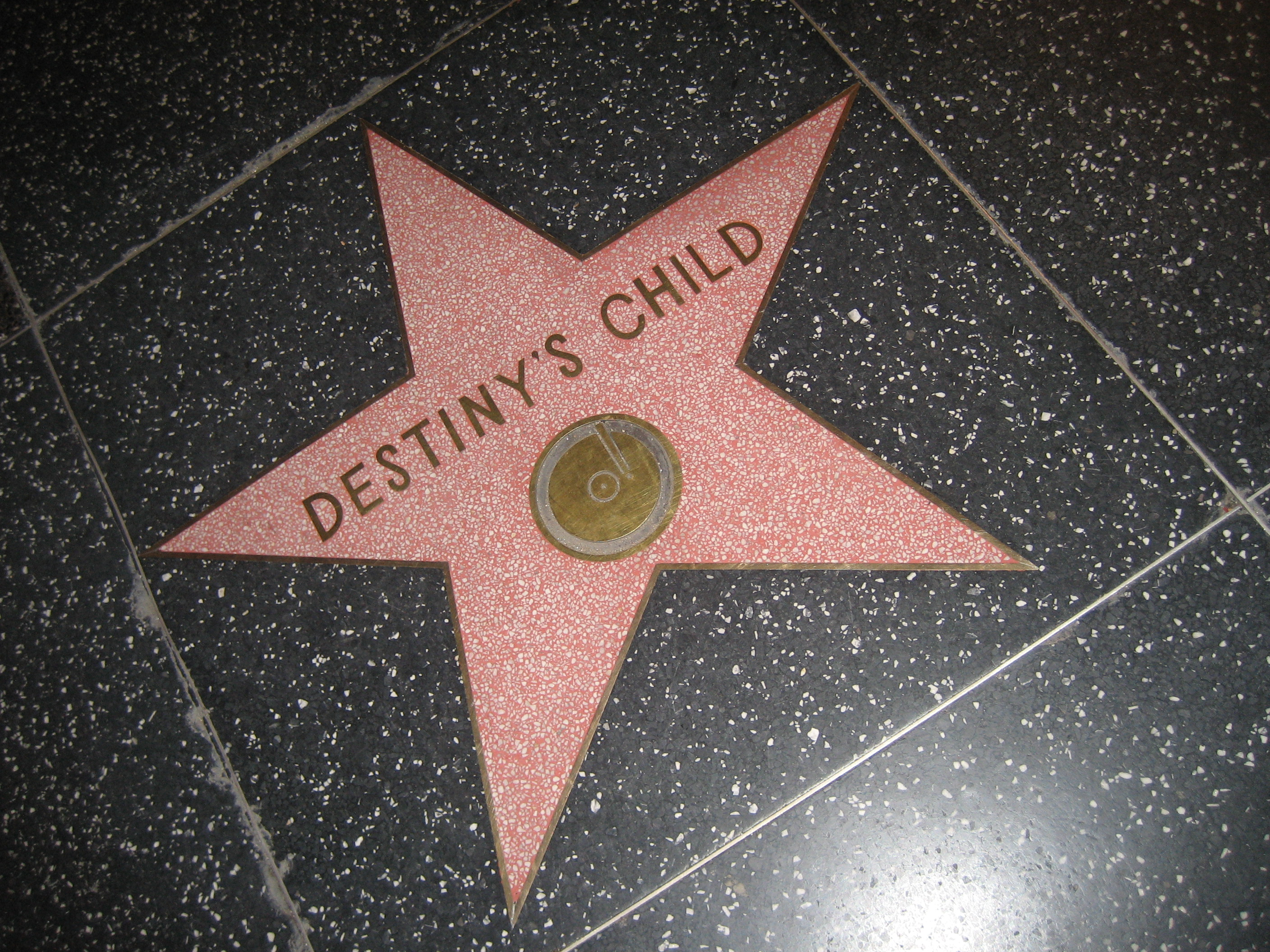
Hvězda Destiny's Child na Hollywodském chodníku slávy

V roce 2004 plánovala Beyoncé vydat pokračování desky Dangerously in Love, která by obsahovala několik písní, které se nevydaly na první desce. Časově jí to však nevycházelo, protože nahrávala poslední album Destiny’s Child. Ve stejný rok zazpívala hymnu Spojených států amerických během finále fotbalového utkání Super Bowlu XXXVIII v Houstonu. Přiznala, že si tím splnila svůj dětský sen.
Po tříleté pauze se Beyoncé vrátila s Kelly Rowland a Michelle Williamsovou do nahrávacího studia, aby nahrály poslední album Destiny’s Child. Album nazvaly Destiny Fulfilled a bylo vydáno v listopadu roku 2004. Skupina odjela na turné Destiny Fulfilled... and Lovin' It, které trvalo od dubna do května roku 2005. Během koncertu v Barceloně skupina oznámila, že po ukončení tohoto turné jako skupina končí. V říjnu roku 2005 se začalo prodávat album #1's, které obsahuje všechny nejúspěšnější a nejznámější písně Destiny’s Child. Mezi nimi se objevily i tři nové písně jako např. „Stand Up for Love“.
V březnu roku 2006 získala skupina hvězdu na Hollywoodském chodníku slávy. Skupina byla uznána za nejlépe prodávající ženskou hudební skupinou na světě.

### 2006–2007: B'Day

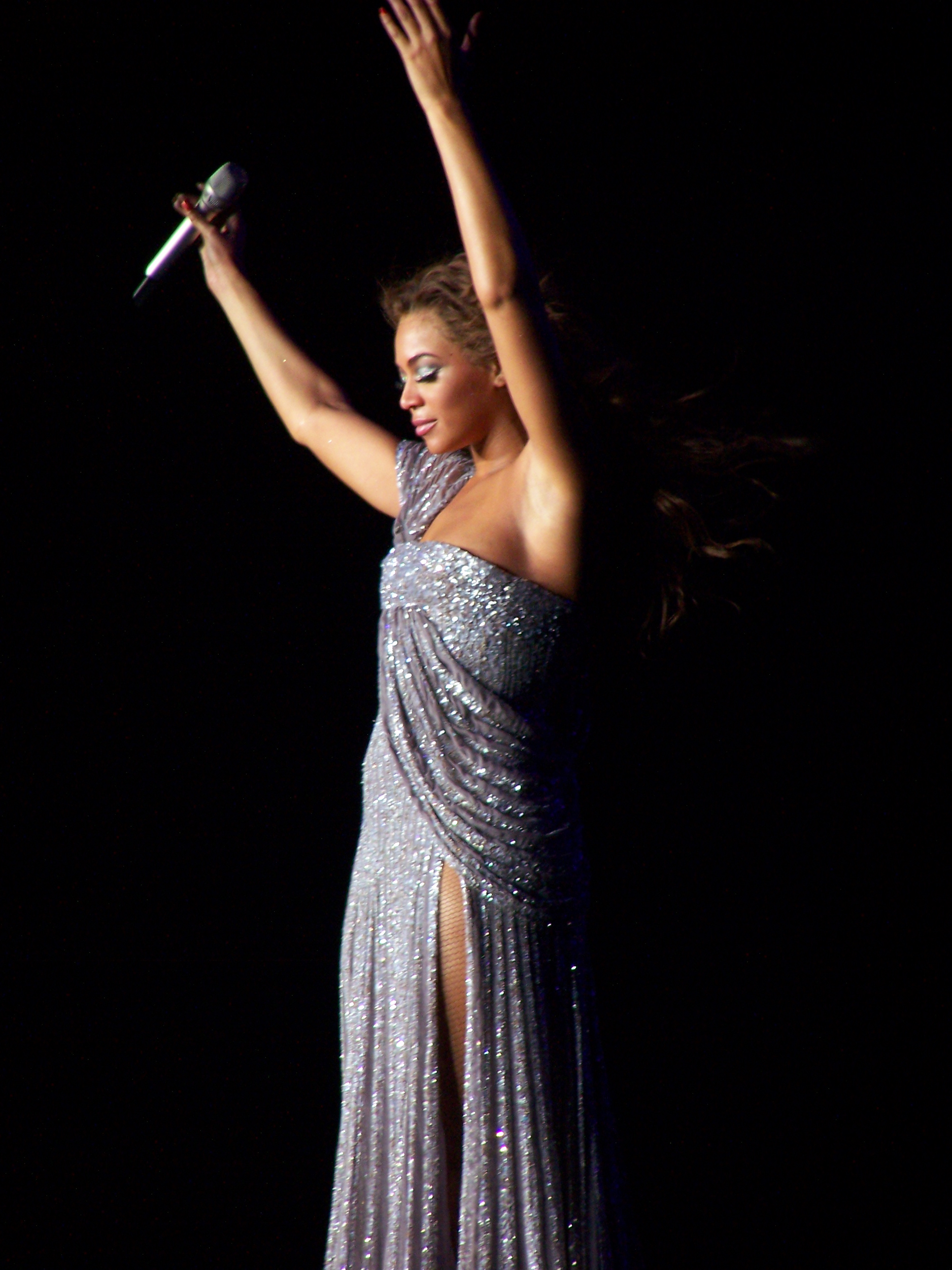
Beyoncé během turné The Beyoncé Experience v roce 2007

Po natáčení adaptace muzikálu Dreamgirls pracovala Beyoncé na druhé desce bez konkrétního plánu. Pro MTV News řekla: „Když se ukončilo natáčení měla jsem v sobě tolik inspirace, tolik emocí a mnoho nápadů.“ Producenti desky jsou mj. Rich Harrison, Rodney Jerkins a Sean Garrett a materiál byl natočen v Sony Music Studios v New Yorku. Deska byla nahrána za tři týdny a Beyoncé je spoluautorkou téměř všech písní.
Druhé sólové album, B'Day, vyšlo 4. září 2006, přesně v den jejich 25. narozenin. Album se dostalo na žebříček ankety Billboard 200, ihned se usadilo na prvním místě prodejního žebříčku a v prvním týdnu se jej prodalo přes 541 000 kusů. Ve Spojených státech amerických získalo za prodej 3x platinové ocenění. Hlavní singl „Deja Vu“, nahraný společně s Jay-Z, se umístil na 1. místě ve Velké Británii. Druhý singl „Ring the Alarm“ zaznamenal také úspěch. Píseň se v první týden prodeje dostala na dvanácté místo, ale nejvyšší umístění nakonec zaznamenala jen o dvě příčky výše. Nejúspěšnějším singlem se stal až ten třetí v pořadí – „Irreplaceable“. Vydržel na čísle jedna Billboard Hot 100 celých deset týdnů. Další singly z desky byly „Get Me Bodied“ a „Green Light“. Na konci února vydala duet „Beautiful Liar“ společně se Shakirou. Píseň úspěšně zaútočila na hitparádové žebříčky.
3. dubna roku 2007 vyšla deluxe edice desky B’Day, která obsahuje pět nových písní mj. španělské verze písní „Irreplaceable“ a „Listen“. Ve stejný den vyšlo také DVD B’Day Anthology Video Album, které je složeno z deseti videoklipů do písní z desky B’Day. Beyoncé vyrazila na koncertní turné The Beyoncé Experience se kterým navštívila 96 míst po celém světě. Záznam koncertu z Los Angeles vydala na DVD The Beyoncé Experience Live.
V roce 2006 získala pět nominací na Grammy, z nichž proměnila ve vítězství jen jednu, v kategorii Nejlepší R&B album. Na předávání cen American Music Awards získala cenu za nejlepšího amerického umělce na mezinárodní scéně. Tím se stala první ženou, která takovou cenu dostala.

### 2008–2010: I Am… Sasha Fierce
Třetí studiové album, I Am… Sasha Fierce, bylo vydáno 18. listopadu roku 2008. Zpěvačka vysvětlila, že titulový název Sasha Fierce je její alter ego. Album obsahuje 2 CD. Na prvním CD I am... najdeme převážně balady. Druhé CD Sasha Fierce obsahuje rychlé songy. Před premiérou desky byly vydány dva singly: „If I Were a Boy“ a „Single Ladies (Put a Ring on It)“. Píseň „If I Were a Boy“ se umisťovala na žebříčcích hitparád na celém světě, obzvlášť v Evropě. Píseň „Single Ladies (Put a Ring on It)“ se dostala na 1. místo v žebříčku Billboard Hot 100, kde byla přes čtyři týdny. Část kritiků porovnávala píseň do „Respect“ Arethy Franklinové nebo do „I Will Survive“ Glorie Gaynorové, vzhledem k tématu nezávislosti žen.
Videoklip k písni „Single Ladies (Put a Ring on It)“ získal mnoho cen mj. cenu BET Awards za nejlepší videoklip roku. Videoklip získal devět nominací na cenách MTV Video Music Awards a ve vítězství proměnil tři z nich, ale nezískal cenu - nejlepší ženský videoklip. Tu získal videoklip k písni „You Belong with Me“ Taylor Swiftové. Když Swiftová děkovala za cenu byla přerušena Kanyem Westem. Ten jí vzal mikrofon a v živém vysílání řekl, že Beyoncé natočila „jeden z nejlepších videoklipů všech dob“. Když o několik desítek minut později přebírala Beyoncé cenu za nejlepší videoklip, řekla: „Pamatuji si, když jsem v 17 letech dostala svoji první cenu s Destiny’s Child. Byl to jeden z nejúžasnějších momentů mého života. Proto bych chtěla, aby se Taylor vrátila na scénu a užila si svoji chvíli.“
„Halo“, pátý singl z I Am... Sasha Fierce, se dostal na 5. místo v žebříčku Hot 100. Stal se 12. songem Beyoncé, který byl na vrcholu tohoto žebříčku. Dalšími úspěšnými písněmi z alba jsou a „Sweet Dreams“, „Diva“ a „Ego“.
18. ledna 2009 zazpívala na počest inaugurace Baracka Obamy v Lincolnově památníku. O dva dny později zazpívala píseň „At Last“ zpěvačky Etty Jamesové na inauguračním bále. Na tuto píseň si zatančili Barack Obama a jeho žena Michelle svůj první tanec jako prezident a první dáma.

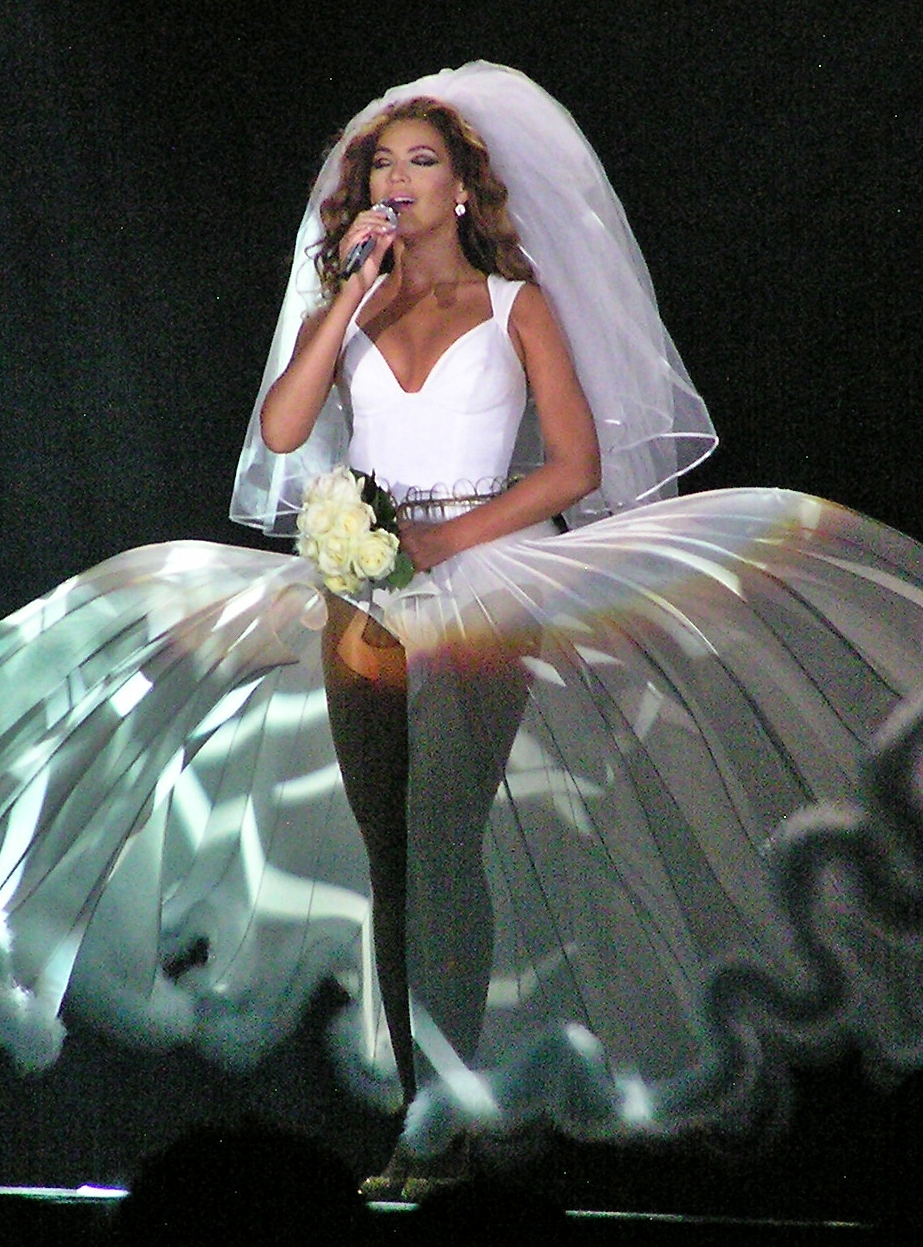
Beyoncé během turné I am... Tour v roce 2009

Na jaře 2009 odjela na koncertní turné I Am... Tour a navštívila 108 míst. Záznam z turné vyšel na DVD a audio záznam na CD. V rámci tohoto turné absolvovala Beyoncé také 4 speciální koncerty v Las Vegas, které měly velmi intimní atmosféru. Do sálu Encore Theater se vejde totiž 1500 lidí. Záznam z těchto speciálních vystoupení v Las Vegas vyšel také na DVD jako I Am... Yours: An Intimate Performance a audio záznam na CD. Turné I Am... skončilo na 15. místě nejvýdělečnějších koncertních tras roku 2009. Turné vidělo skoro 1 milión lidí a vydělalo 95 milionů dolarů.
V říjnu roku 2009 získala Beyoncé titul Žena roku, kterou jí udělil časopis Billboard. Během svého proslovu řekla, že „je nejšťastnějším člověkem na světě“. O měsíc později zvítězila titul největší hvězdy popu na světě. Soutěž sponzorovala společnost Rimmel. Vedle Beyoncé bylo nominováno dalších 9 umělců mj. Madonna, Britney Spearsová, Eminem nebo Justin Timberlake. Vítězkou se stala Beyoncé s více než 100 tisíci hlasy.
V roce 2010 se zúčastnila charitativní akce Hope fo Haiti Now: A Global Benefit for Earthquake Relief. V londýnském klubu The Hospital zazpívala akustickou verzi písně „Halo“.
Beyoncé dominovala na 52. předávání cen Grammy, kde bojovala s deseti nominacemi mj. album roku (I Am... Sasha Fierce), píseň roku („Single Ladies (Put a Ring on It)“) nebo nahrávka roku („Halo“). Připsala si nový rekord – nejvíce vyhraných cen Grammy za jeden večer. Získala jich totiž šest: píseň roku, nejlepší píseň R&B, nejlepší vokální píseň R&B, nejlepší popová vokální píseň, nejlepší R&B album a nejlepší tradiční vystoupení R&B.
V rozhovoru pro USA Today Beyoncé přiznala, že si v roce 2010 plánuje odpočinout od hudby: „Je nejvyšší čas si udělat pauzu a dobít baterky. Chtěla bych přibližně půl roku odpočívat a nevracet se do studia. Potřebuji znovu žít, abych mohla nabírat inspirace.“ Dále vysvětlovala: „Chci chodit do restaurací, možná se naučit nové věci, dívat se na filmy a umění z Broadwaye. Bude pro mě těžké nesoustředit se na práci nad novou deskou a natáčením videoklipů. V hlavě již mám všechny melodie a nápady.“

### 2011–2012:4
V listopadu roku 2010 potvrdila Beyoncé, že začala pracovat na nové studiové desce. Připravovanou desku charakterizovala slovy: „Spojuji všechny hudební druhy, které mám ráda a inspiruji se každým hudebním žánrem. Nebude to klasické R&B, pop nebo rock. Bude to prostě všechno, co miluji.“
Na počátku roku 2011 zveřejnil internetový portál WikiLeaks dokumenty, které potvrzovaly, že Beyoncé, stejně jako Usher, Mariah Carey a Nelly Furtado, vystoupila pro rodinu libyjského diktátora Muammara Kaddáfího na soukromém koncertě. Každý z těchto umělců měl dostat za vystoupení milion dolarů. Podle časopisu Rolling Stone vzbudila situace velkou kritiku v hudebním průmyslu. Zástupci zpěvačky prohlásili, že vydělané peníze darovala nadaci Clinton Bush Haiti Fund, která pomáhala obětem zasažené zemětřesením na Haiti v roce 2010. Mezitím Beyoncé pokračovala s tvorbou nové desky. Od práce ji neodradil ani fakt, že Mathew Knowles, otec zpěvačky, přestal plnit funkci jejího manažera. Té se věnoval od jejího počátku ve skupině Destiny’s Child.

Beyoncé během jednoho z koncertů 4 Intimate Nights with Beyoncé v roce 2011

22. května roku 2011 získala Beyoncé, během předávání cen Billboard Music Awards, speciální cenu Billboard Millennium Award za významný vliv pro rozvoj hudebního průmyslu. Divákům bylo toho večera puštěno video ve kterém popisují Beyoncé nejen kolegové z branže, ale i její nejbližší mj. první dáma Michelle Obamová, Lady Gaga, Barbra Streisand, Stevie Wonder, Solange a samozřejmě Mathew Knowles a Tina Knowlesová. Lady Gaga, která s Beyoncé spolupracovala dvakrát, v písních „Telephone“ a „Video Phone“, řekla o Beyoncé: „To ty reprezentuješ sny.“
Její čtvrté studiové album, 4, mělo premiéru 24. června 2011. Během prvního týdne se prodalo 310 000 kusů a umístilo se na vrcholu žebříčku Billboard 200. Stalo se tak čtvrtou deskou Beyoncé, která se v USA umístila na první příčce. Před vydáním desky zveřejnila zpěvačka dva singly: „Run the World (Girls)“ a „Best Thing I Never Had“. Dalším úspěšným singlem byla píseň „Love on Top“, která se držela sedm týdnů na vrcholu hitparády Hot R&B/Hip-Hop Songs. V žebříčku Billboard Hot 100 se píseň umístila na 20. místě, což se stalo nejvyšším místem ze všech písní z desky 4. Postupně zpěvačka vydala ještě čtyři singly: „Party“, „Countdown“, „I Care“ a „End of Time“. Beyoncé přiznala, že největší inspirací, při tvorbě desky 4, pro ni byli Fela Kuti, The Stylistics, Lauryn Hill, Stevie Wonder a Michael Jackson. Producenti a textaři, kteří se na albu podíleli, byli Kanye West, Ne-Yo, The-Dream nebo Frank Ocean.
26. června roku 2011 vystoupila Beyoncé na festivalu Glastonbury jako jedna ze tří tzv. headlinerů, tedy hlavních hvězd festivalu (společně s U2 a Coldplay). Její 90-minutový výstup se uskutečnil poslední den festivalu. Beyoncé se stala první ženou, která vystoupila na tomto festivalu jako hlavní hvězda.
V srpnu roku 2011 vystoupila zpěvačka na čtyřech speciálních koncertech – 4 Intimate Nights with Beyoncé v New Yorku. Během každého z nich, uskutečněných ve dnech 14., 16., 18. a 19. srpna, prezentovala Beyoncé, vedle ostatních písní, všechny písně z desky 4. Koncerty měly intimní charakter, protože zpěvačka vystoupila v malém sále a scéna byla velmi blízko fanoušků.
Na předávání cen MTV Video Music Awards 2011, během vystoupení s písní „Love on Top“, oznámila, že čeká své první dítě. Deník The Huffington Post napsal, že informace o jejím těhotenství se stala rekordem na sociální síti Twitter díky největšímu počtu tweetů za sekundu o jednom tématu. Během jedné sekundy uživatelé Twitteru publikovali 8868 tweetů na toto téma. Televize MTV se vyjádřila, že oznámení těhotenství a vystoupení s písní „Love on Top“ pomohlo ve sledovanosti předávání cen MTV Video Music Awards 2011. Pořad se stal nejsledovanějším pořadem v historii stanice s 12,5 milióny diváků. Mimo to data Google Insights ukázala, že nejčastěji vyhledávaným heslem od 29. srpna do 4. září 2011 bylo „těhotenství Beyoncé“. V listopadu získala dvě nominace Grammy v kategoriích: nejlepší Rap/Sung spolupráce za píseň „Party“ a nejlepší dlouhé hudební video za I Am... World Tour. Ani jednu nominaci však neproměnila.
7. ledna 2012 porodila Beyoncé, v nemocnici v New Yorku, holčičku. S manželem Jay-Z jí dali jméno Blue Ivy. O pět měsíců později vystoupila zpěvačka v Atlantic City v rámci čtyřech koncertů Revel Presents: Beyoncé Live. Tyto koncerty byly prvními po narození Blue Ivy.

### 2013–2015: Beyoncé
Dne 21. ledna 2013 zazpívala Beyoncé hymnu Spojených států amerických během druhé inaugurace Baracka Obamy, která se konala v Kapitolu Spojených států amerických. Její vystoupení bylo přijato velmi pozitivně nejen u kritiků, ale také od známých osobností; Kevin Rutherford z magazínu Billboard označil její verzi „The Star-Spangled Banner“ za „oslnivě inspirativní“, deník New York Post ji uznal za „bezchybnou“ a britský novinář a moderátor Piers Morgan publikoval na Twitteru: „A právě PROTO je ona nejlepším umělcem na světě... neskutečné!“ Televize CNN informovala, že její výstup byl na Facebooku toho dne nejčastěji komentovanou událostí. Krátce po inauguraci seržantka Kristin DuBoisová z amerického orchestru US Marine Band v rozhovoru přiznala, že zpěv Beyoncé nebyl na živo. Zpěvačka se totiž neúčastnila hudebních zkoušek s orchestrem a proto se rozhodla pro playback. Během tiskové konference před fotbalovým finále Super Bowlu XLVII, 31. ledna 2013, Beyoncé potvrdila, že během inaugurace využila předem nazpívanou nahrávku: „Vzhledem k povětrnostním podmínkám, zpoždění a nedostatečné zvukové zkoušky jsem nechtěla podstupovat takové riziko. Celý obřad měl být věnovaný prezidentovi a chtěla jsem učinit jeho i celou mojí zemi pyšnou. Proto jsem se rozhodla zazpívat z předem nazpívané nahrávky. Jsem na své vystoupení pyšná.“

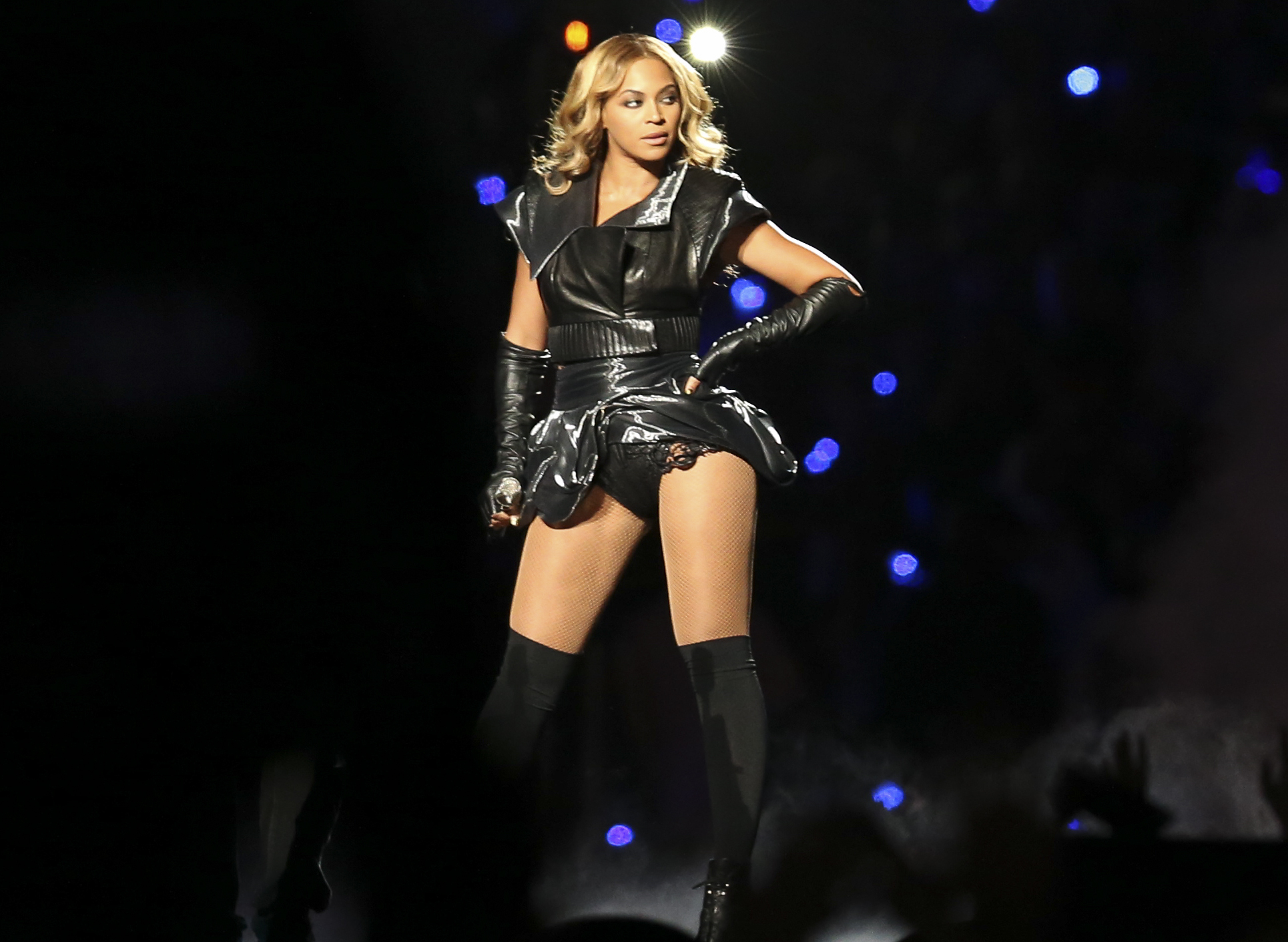
Beyoncé během halftime show na Super Bowlu v roce 2013

Zpěvačka vystoupila 3. února 2013 během halftime show na Super Bowlu XLVII v New Orleans. Během svého výstupu zazpívala několik svých písní. Začala písněmi „Love on Top“ a „Crazy in Love“, dále pokračovala singly „End of Time“ a „Baby Boy“. Poté se na scéně objevily členky skupiny Destiny's Child – Kelly Rowland a Michelle Williamsová. Společně zazpívaly písně „Bootylicious“, „Independent Woman“ a „Single Ladies (Put a Ring on It)“. Celý výstup zakončila Beyoncé písní „Halo“. Její halftime show byla velmi pozitivně přijata; Pořad ABC News odvysílal zprávu, že „uživatelé Twitteru a Facebooku během jejího vystoupení doslova šíleli. Když se na scénu dostaly Kelly a Michelle, tak reagovali až hystericky.“. První dáma Michelle Obamová uveřejnila na internetu: „Beyoncé byla fenomenální. Jsem na ni pyšná.“. Novinář Piers Morgan okomentoval vystoupení: „Podle mě je to nejlepší výstup halftime show v historii.“ O Beyoncé bylo na Twitteru publikováno během celého večera přes 6 miliónů tweetů.
Dne 16. února 2013 měl na televizi HBO premiéru dokument o Beyoncé Life is But a Dream. Dokument, který režírovala a produkovala sama zpěvačka, obsahuje archivní materiály z jejího dětství. Ukazuje záznamy ze zkoušek před samotnými koncerty i vznik studiových desek. Dokument ji představuje v roli matky a úspěšného obchodníka. Poukazuje na život mezi kariérou a rodinou. Televizní premiéru vidělo před obrazovkami 1,8 miliónů diváků.
V dubnu roku 2013 vyjela Beyoncé na koncertní turné The Mrs. Carter Show World Tour. Turné zavítalo do 132 míst na celém světě. V květnu zpěvačka nahrála společně s rapperem Adré 3000 cover písně „Back to Black“ zpěvačky Amy Winehouse, který se ukázal na soundtracku k filmu Velký Gatsby.
Beyoncé zveřejnila fragment písně „Bow Down / I Been On“, kterým dala najevo, že pracuje na nové desce. Další píseň, kterou zveřejnila, byla „Grown Woman“. Ta se objevila v reklamě na Pepsi. V další reklamě, tentokrát pro H&M a L'Oréal, zazněla píseň „Standing on the Sun“. Beyoncé se také objevila na desce svého muže Jay-Z v písni „Part II (On the Run)“.
Dne 13. prosince 2013 šokovala všechny své fanoušky, když začala exkluzivně na iTunes prodávat své nové studiové album s eponymním názvem BEYONCÉ, a to bez jakékoli dřívější propagace. Album je označeno jako „vizuální“, protože ke každé písni byl natočen také videoklip. Během tří dnů se prodalo 828 tisíc kopií a za šest dní již prodej přesáhl milion kopií. Celkem se ho v USA prodalo 2 360 000 kusů; získalo tím 2x platinovou certifikaci od asociace RIAA. Debutovalo na první příčce žebříčku Billboard 200. Zpěvačka se tímto stala první ženou v historii, které všechny po sobě jdoucí desky debutovaly na 1. místě žebříčku Billboard 200. Na albu hostují Jay-Z, Drake, Frank Ocean, Chimamanda Ngozi Adichie a dcera Beyoncé Blue Ivy. Písně „XO“ a „Drunk in Love“ (s hostujícím Jay-Z) byly v prosinci vydané jako hlavní singly desky. Singl „Drunk in Love“ debutoval na druhém místě žebříčku Billboard 200.
V létě 2014 se zpěvačka zúčastnila společného turné On the Run Tour se svým manželem rapperem Jay-Z. Turné mělo 19 zastávek s celkovou účastí 979 000 fanoušků a vygenerovalo zisk okolo jednoho sta milionů dolarů.
Dne 24. srpna obdržela čestnou cenu Video Vanguard Award během předávání cen MTV Video Music Awards 2014. Během večera získala také ceny v kategoriích: nejlepší video se sociálním posláním, nejlepší kinematografie za videoklip k písni „Pretty Hurts“ a cenu v kategorii: nejlepší spolupráce za „Drunk in Love“. V listopadu ji magazín Forbes podruhé přiznal pozici nejlépe vydělávající ženy v hudebním průmyslu; její majetek se zvýšil o 115 miliónů dolarů. To bylo dvakrát více než v roce 2013. Album Beyoncé se dočkalo platinové edice; box setu obsahujícího nové písně.
Během předávání cen Grammy v roce 2015 byla Beyoncé nominovaná v šesti kategoriích. Nominace proměnila ve tři vítězné – dvě za píseň „Drunk In Love“ (ft. Jay-Z), (nejlepší R&B píseň a nejlepší R&B počin) a jednu za album s nejlepším prostorovým zvukem (Beyoncé).

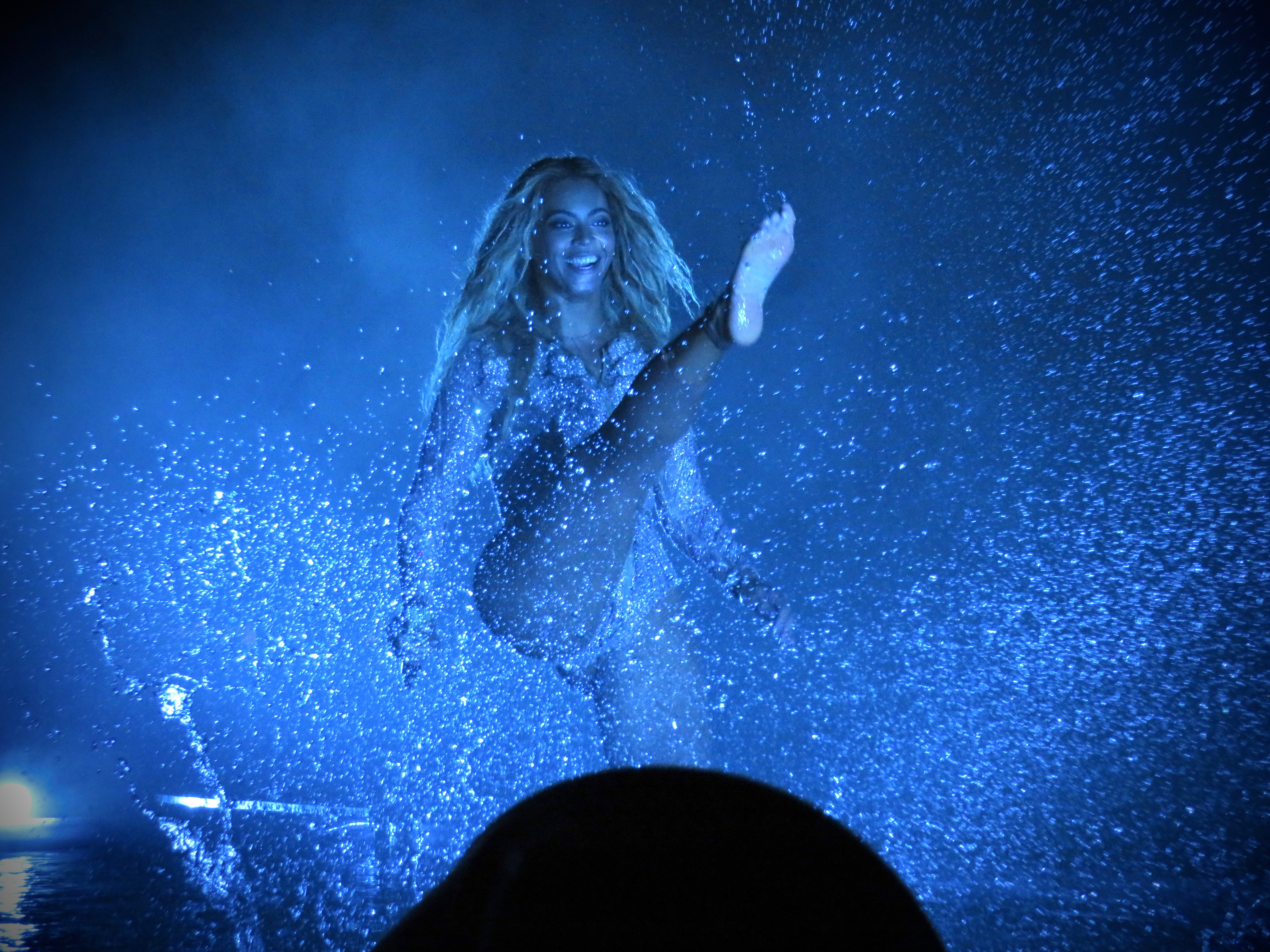
Beyoncé během turné The Formation World Tour v roce 2016

### 2016–2018: Lemonade a Everything Is Love
Dne 6. února 2016 vydala Beyoncé singl „Formation“ společně s videoklipem, který byl vydán exkluzivně na streamovací službě Tidal zdarma. S písní vystoupila během přestávky zápasu 50. ročníku Super Bowlu. Vystoupení bylo koncipováno jako politická a emancipační show. Oblečení vystupujících odkazovalo k uniformám Černých panterů a choreograficky vytvořené X zase k Malcolmu X. Policejní odbory vyzvaly k bojkotu koncertů Beyoncé, jelikož se domnívaly, že píseň obsahuje proti policejní poselství.
Dne 16. dubna 2016 vyšla na stanici HBO upoutávka k projektu s názvem Lemonade. Ukázalo se, že to je její hodinový film, který byl na stejné stanici odvysílaný o týden později. 23. dubna 2016 k filmu vydala šesté studiové album Lemonade. Beyoncé se na desce podílela také jako výkonná producentka. Mezi přizvanými umělci se objevili Jack White, Kendrick Lamar, The Weeknd a James Blake. Album bylo exkluzivně vydáno ke streamingu pouze na Tidalu. Za první týden se alba prodalo 485 000 kusů a bylo 115 milionkrát streamováno. Album debutovalo na prvním místě žebříčku Billboard 200. Tím se stala prvním umělcem, který měla na vrcholu tohoto žebříčku všechny své desky. Singl „Sorry“ se umístil na 11. příčce americké hitparády. Zpěvačka odjela 27. dubna 2016 na koncertní turné The Formation World Tour s 49 zastávkami.
Od června do října 2018 vystupovala na euroamerickém turné On the Run II Tour, na kterém s ní působil také Jay-Z. Na v pořadí pátém koncertu v Londýně oznámili vydání svého prvního společného alba s názvem Everything Is Love. Album bylo opět vydáno exkluzivně na streamovací službě Tidal a doprovázeno zveřejněním singlu „Apeshit“ (13. příčka). Videoklip k singlu byl natočen v pařížském muzeu Louvre. Později tato instituce zveřejnila tiskovou zprávu, ve které uvedla, že zveřejnění videoklipu bylo jednou z příčin rekordního meziročního nárůstu návštěv muzea (meziroční nárůst o 25 %). Album debutovalo na 2. příčce žebříčku Billboard 200 se 70 000 prodanými kusy (123 000 ks po započítání streamů). Jednalo se o první album Beyoncé, které nedebutovalo na nejvyšší příčce žebříčku, v případě Jay-Z to bylo první album od roku 1997, kdy jeho deska In My Lifetime, Vol. 1 debutovala na 3. příčce. Do prodeje se zahrnulo šest dnů na streamovací službě Tidal a čtyři dny na ostatních streamovacích službách. V druhém týdnu se prodalo dalších 59 000 ks (i se streamy), celkový prodej za dva týdny tak činil 182 000 ks. Po vydání se v žebříčku Billboard Hot 100 umístily další čtyři písně „Boss“ (77. příčka), „Summer“ (84. příčka), „Nice“ (95. příčka) a „Friends“ (99. příčka).

### 2019: Homecoming a The Lion King
V dubnu 2019 vyšel na Netflixu koncertní dokument Homecoming, který je zaměřen na její vystoupení na festivalu Coachella z roku 2018. Toho se účastnilo 125 000 diváků a stalo se největším úspěchem tohoto ročníku festivalu. Vystoupení se okamžitě stalo diskutovaným tématem a předmětem pochval od hudebních kritiků. Spolu s dokumentem bylo vydáno také koncertní album Homecoming: The Live Album, které obsahuje audiozáznam zmiňovaného koncertu. Album debutovalo na 7. příčce žebříčku Billboard 200 s 38 000 prodanými kusy za první dva dny prodeje. Druhý týden se album posunulo na čtvrtou příčku s dalšími 57 000 prodanými kusy. Album zabodovalo také u kritiků. Na Metacritic si drží skóre 98 bodů ze 100.
V červenci 2019 byl do kin uveden snímek Lví král, ve kterém Beyoncé namluvila postavu Nalu. Beyoncé také přezpívala píseň „Can You Feel the Love Tonight“, která je vydána na soundtracku The Lion King: Original Motion Picture Soundtrack. Novou verzi písně Eltona Johna spolu s ní zpívají Donald Glover, Seth Rogen a Billy Eichner. Další její písní na soundtracku je nový singl „Spirit“ (98. příčka v žebříčku Billboard Hot 100). Ten vyšel také na druhém soundtracku k filmu – The Lion King: The Gift, jehož byla Beyoncé kurátorkou a producentkou. Druhým singlem z alba byla píseň „Brown Skin Girl“ (s Saint Jhn a Wizkid feat. Blue Ivy Carter). Na svátek Juneteenth (den osvobození otroků) roku 2020 vydala singl „Black Parade“ (37. příčka), který byl brzy poté přidán na deluxe verzi alba. Současně sloužil jako promo singl k videoklipovému filmu Black Is King, který přinesl vizuály k písním z alba The Lion King: The Gift. Film měl premiéru na konci července na SVOD službě Disney+. Beyoncé film spolunatočila a spolunapsala s dalšími tvůrci.

## Osobní život

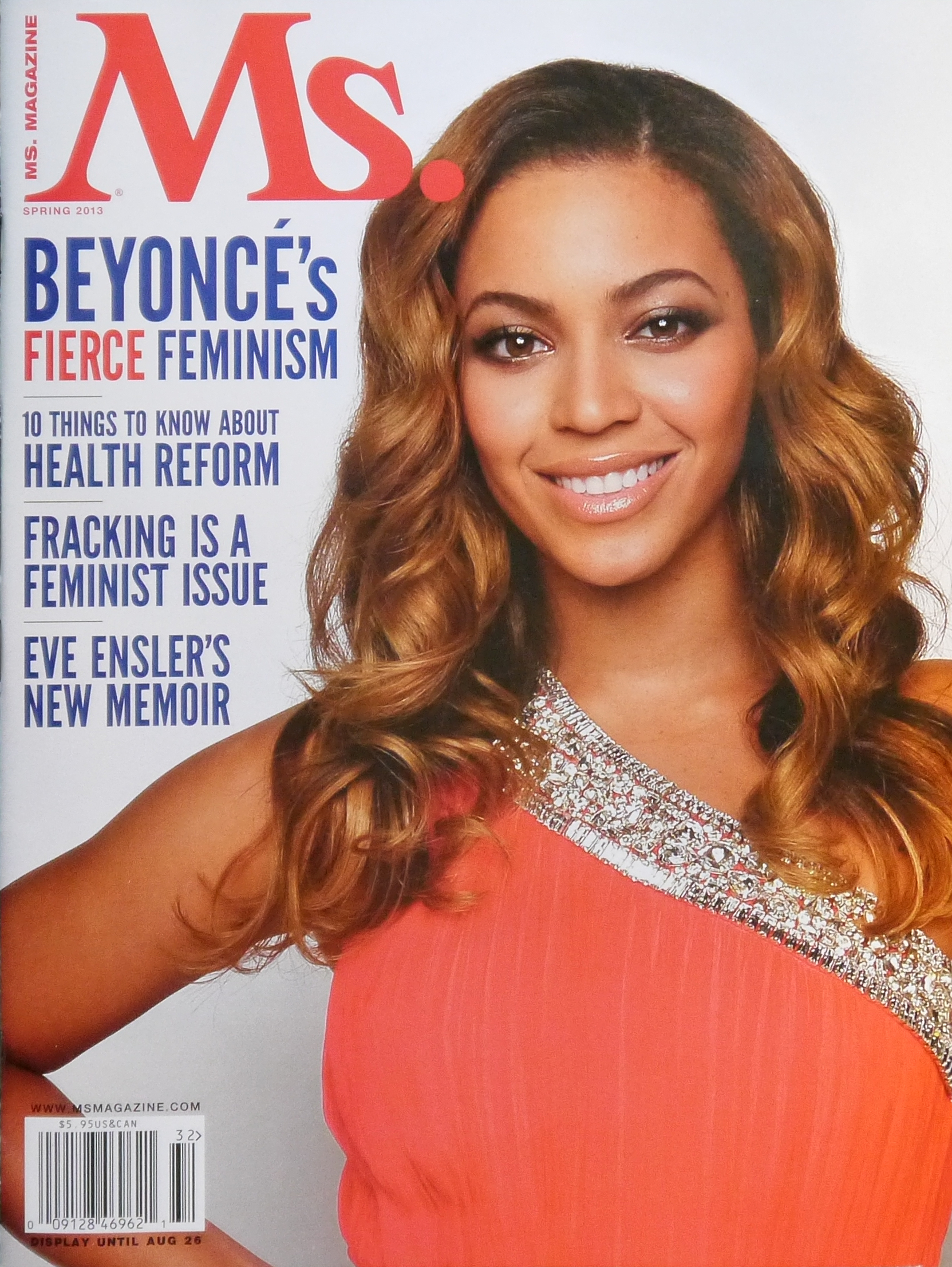
Beyonce v roce 2013

Od roku 2002 je ve vztahu s raperem Jay-Z, kterého si 4. dubna 2008 během soukromého obřadu vzala.
Dne 7. ledna 2012 porodila dceru jménem Blue Ivy Carter.
Dne 1. února 2017 přidala na svůj instagramový účet fotku, na které oznámila, že čeká dvojčata. Tato fotka se stala nejoblíbenější fotkou v historii Instagramu.
Dne 14. června 2017 porodila dvojčata. Dceru jménem Rumi Carter a syna jménem Sir Carter.

## Diskografie
Studiová alba:
- Dangerously in Love (2003)
- B'Day (2006)
- I Am… Sasha Fierce (2008)
- 4 (2011)
- Beyoncé (2013)
- Lemonade (2016)
- Everything Is Love (s Jay-Z) (2018)
- Renaissance (2022)
- Cowboy Carter (2024)

EP:
- Irreemplazable (2007)
- Heat (2011)
- 4: The Remix (2012)

## Turné
- Dangerously in Love Tour (2003)
- Verizon Ladies First Tour (s Alicia Keys a Missy Elliot) (2004)
- Destiny Fulfilled... and Lovin' It (s Destiny's Child) (2005)
- The Beyoncé Experience (2007)
- I Am... Tour (2009–2010)
- The Mrs. Carter Show World Tour (2013–2014)
- On The Run Tour (s Jay-Z) (2014)
- The Formation World Tour (2016)
- On The Run Tour II (s Jay-Z) (2018)
- Renaissance World Tour (2023)
- Cowboy Carter Tour (2025)

## Filmografie
- Carmen: A Hip Hopera (2001)
- Austin Powers v Goldmemberu (2002)
- Pokušení (2003)
- Růžový panter (2006)
- Dreamgirls (2006)
- Cadillac Records (2008)
- Wow! Wow! Wubbzy!: Wubb Idol (2009)
- Posedlá (2009)
- Life Is But a Dream (2013)
- Království lesních strážců (2013)
- Lví král (2019)
- The Rennaissance world tour (2023)